# Gideon Maretić
Gideon Maretić, avstrijski general, vojaški teoretik in vojaški zgodovinar, * 1771, † 1839.